# Cuore in viaggio
Cuore in viaggio è un album di Christian del 2000. Prodotto da Farita, distribuzione  Sony Music Entertainment (Italy). Prodotto e arrangiato da Mauro Paoluzzi. Produzione Esecutiva: Nando Sepe.

## Tracce
1. Vorrei
2. Ti amo tantissimo
3. Amore mio
4. Daniela
5. Ritornerai
6. Il mondo
7. Notte innamorata
8. Il circo
9. Cara
10. Bella tu
11. Scusa
12. Come il vento dell'Africa